# Sinaksak
Sinaksak is een bestuurslaag in het regentschap Simalungun van de provincie Noord-Sumatra, Indonesië. Sinaksak telt 12.404 inwoners (volkstelling 2010).